# Ego (chanson de Beyoncé)
Pour les articles homonymes, voir Ego (homonymie).
Singles de Beyoncé Knowles
Halo
(2009) Sweet Dreams
(2009)
Pistes de I Am... Sasha Fierce
Hello Scared of Lonely
Ego est une chanson de la chanteuse R'n'B Beyoncé Knowles, et écrite et produite par Elvis « BlacElvis » Williams, Harold Lilly, et Beyoncé pour l'édition deluxe de son troisième album studio, I Am... Sasha Fierce. La chanson est sortie le 19 mai 2009, comme le cinquième single de l'album aux États-Unis. Le remix, avec l'artiste hip-hop Kanye West, est inclus sur le CD/DVD Above and Beyoncé - Video Collection & Dance Mixes.
Le single est le cinquième single consécutif de I Am... Sasha Fierce à atteindre le Top-40 dans le Billboard Hot 100, en prenant la 39e place. La version avec West est nommé pour la meilleure collaboration Rap/Chant à la 52e cérémonie des Grammy Awards.
En mars 2010, le remix avec Kanye West a commencé à être diffusé sur les chaînes musicales au Royaume-Uni.

## Genèse
Ego était prévu pour être le troisième single de l'album, mais est changé plus tard en faveur de Diva. Ego est finalement sorti comme le cinquième single aux États-Unis et il était censé être sorti avec le sixième américain et le quatrième single mondial Broken-Hearted Girl. Cependant, à la dernière minute, la sortie de Broken-Hearted Girl est abandonnée, et Sweet Dreams est sorti à la place. Les deux pistes ont été tirées du disque Sasha Fierce. Cela va à la différence des précédentes sorties jointes de cet album où une piste était prélevé sur chaque disque.
Beyoncé dit à MTV que la chanson évoque le « genre de discussion à propos de quelqu'un qui est très confiant et d'avoir cette arrogance quand ils marchent et quand ils parlent, et que c'est une des raisons pour lesquelles je suis attiré par eux. »
En mars 2010, Ego reçoit une légère diffusion sur les chaînes musicales britanniques. Il a été le single de la semaine de Viva, le 29 mars 2010. Il devient également la piste de la semaine de MTV Base dans la même semaine, en prenant la quatrième place du Base Chart Show.

## Réception critique
Le magazine Billboard donne à la chanson un avis positif: « Le cinquième single de son album I Am... Sasha Fierce combine des éléments des deux côtés de sa personnalité musicale. Ego sonne comme un hommage au fouillis à tempo modéré R'n'B de la vielle école qui est encore bien ancrée dans les tendances de la production d'aujourd'hui. Le côte R'n'B de Beyoncé est exploré à travers, avec une voix sobre et une rupture intelligente au piano. Le crédit de la chanteuse de ne pas polir jusqu'à sa voix au cours de cette parenthèse, choisissant plutôt de montrer sa vraie voix, les limites et tous, comme le bon vieux temps. »

## Clip vidéo
Beyoncé fait ses débuts de réalisatrice pour la vidéo de Ego avec son chorégraphe depuis douze ans, Frank Gatson Jr. Gatson comme directeur artistique. Gatson est le directeur artistique de plusieurs de ses vidéos, comme Suga Mama, Single Ladies (Put a Ring on It), et Get Me Bodied, ainsi que ses trois dernières tournées mondiales, dont le I Am... Tour. Beyoncé laisse Gatson diriger la vidéo pour Ego après qu'il lui a présenté un nouveau chorégraphe, Sheryl Murakami. « Mon objectif pour [la] vidéo est la simplicité », a dit Beyoncé à Entertainment Weekly. Elle dit également, « dans Single Ladies (Put a Ring on It), j'ai vu cette vieille cassette de la femme de Bob Fosse et je l'ai utilisé que comme source d'inspiration. J'ai pensé que dans ce monde, avec toute la technologie et tout ce qui se passe, de dépouiller toutes les grandes idées. Donc, j'ai en quelque sorte fait la même chose, mais en brillant et en noir, pour Ego. ». Une version « bootleggé » du clip vidéo, avec Sheryl Murakami faisant la chorégraphie, a été diffusée sur YouTube au début mars 2009,. Dans les séquences de la partie B de Above and Beyoncé, il est montré qu'une sculpture en argile de Beyoncé a été faite pour la vidéo de Ego. Toutefois, la sculpture n'a pas été montrée dans la version finale de la vidéo.
Trois éditions existent pour la vidéo de Ego :
Clip vidéo officiel
La vidéo est diffusée pour la première fois sur le site officiel de Beyoncé le 21 mai 2009. La vidéo, comme ceux de If I Were a Boy, Single Ladies (Put a Ring on It), et Diva a été tourné en noir et blanc. La vidéo consiste en Beyoncé dans un justaucorps en argent et deux autres femmes vêtues de la même façon faisant la même chorégraphie qu'elle, qui a la réminiscence de la vidéo de Single Ladies (Put a Ring on It). Plus tard dans la vidéo elle est assise dans un fauteuil blanc pailleté, en face du même arrière-plan carrelé, dans un manteau noir avec les deux danseuses dansent encore à l'unisson autour d'elle, il y a quelques plans d'elle dans la chaise à l'arrière de la caméra avec les danseurs également avec leurs dos à la caméra. Plus tard Beyoncé se lève de la chaise et danse avec les danseuses autour de la chaise cette scène se termine puis les danseuses marchent vers la gauche de la caméra et entrent dans la scène suivante. Dans cette scène, elle est toujours avec l'arrière-plan carrelé et elle et ses danseurs tiennent des pôles avec lesquels ils dansent avec. Aussi, il y a, lors de la scène du pôle quelques clichés d'elle sur son propre chant sur la chaise lors de la deuxième scène. Dans la scène suivante, avec le même arrière-plan en mosaïque, Beyoncé est appuyé contre le mur pendant le pont de la chanson et ses danseurs tournent en talons autour d'elle et après, elles continuent tous à danser sur le mur. La toute dernière scène montre Knowles dans le fauteuil, sans la veste noire et elle danse tandis que la chanson se termine. C'est la première vidéo de I Am... Sasha Fierce où elle a les cheveux afro, similaire à celui de Work It Out. Il est également la première vidéo du disque Sasha Fierce de l'album où elle n'a pas enfiler son gant robot comme dans Single Ladies (Put a Ring on It) et Diva. Dans la première version du clip vidéo, le mot « bitch » est mise en sourdine quand Beyoncé déclare « I got every reason to feel like I'm that bitch! ».
Clip vidéo du remix
Le remix et son clip vidéo sont sur le DVD Above and Beyoncé. Il a été diffusé pour la première fois dans l'épisode du 15 juin 2009 de Access Granted de BET. Dans la vidéo du remix, Kanye West commence son rap dans une salle vide à côté d'un projecteur. À la fin de son rap, il pointe la lumière vers la caméra et la photo se fane en blanc pour aller vers des scènes avec Beyoncé. Le reste de la vidéo est presque identique à la vidéo originale.
Le vidéo du remix se classe à la 38e place du classement de BET Notarized: Top 100 Videos of 2009.
Vidéo Fan Exclusive
Une version exclusive pour les fans de Ego est incluse sur Above and Beyoncé, dans lequel apparaît seulement Beyoncé. La vidéo entière est une scène continue à double angle où Knowles est assis sur la chaise, déjà vu dans la vidéo originale.

## Ventes
En Nouvelle-Zélande, Ego débute à la 28e position le 8 juin 2009 et prend la onzième place après trois semaines dans le classement le 29 juin 2009. Il est également la cinquième chanson de l'album à entrer dans le Top-40. Le 20 juin 2009, la chanson entre dans le Billboard Hot 100 à la 77e position, soit la dix-neuvième entrée de la chanteuse en solo dans le classement, et elle prend la 39e place après huit semaines dans le classement le 15 août 2009 devenant le 18e single solo de Beyoncé à entrer dans le Top-40 et donc le cinquième single de I Am... Sasha Fierce à le faire. Ego prend la troisième place dans le Billboard Mainstream R&B/Hip Hop Chart américain le 25 juillet 2009, se classant plus haut que If I Were a Boy et Halo.
Ego n'est jamais sorti en single au Royaume-Uni. Toutefois, il réussit à atteindre à ses débuts la 153e place du UK Singles Chart et la 81e place du classement R'n'B britannique le 10 avril 2010,. Une semaine plus tard, grâce à une hausse considérable de la diffusion de la chanson, il atteint la 60e place dans le UK Singles Chart, et la 23e place dans le classement R'n'B britannique. Il prend la 22e place du classement R'n'B le 24 avril 2010.
C'est le second single de I Am... Sasha Fierce à entrer en même temps dans le Top-75 du classement des singles britanniques et dans le Top-25 du classement R'n'B britanniques sans une sortie physique ou digital, le premier depuis Diva.

## Liste des pistes
Singles et Dance Mixes Ego/Sweet Dreams 
1. Ego : 3:57
2. Ego (DJ Escape & Johnny Vicious Club Remix) : 8:22
3. Ego (Slang "Big Ego" Club Remix) : 6:18
4. Sweet Dreams : 3:29
5. Sweet Dreams (OK DAC Club Remix) : 5:14
6. Sweet Dreams (Karmatronic Club Remix) : 6:36

Promo CD single (Remix)
1. Ego (avec Kanye West) - Version Radio : 3:04
2. Ego (avec Kanye West) - Version nette : 4:44

## Classements
| Classement (2009)               | Meilleure position |
| ------------------------------- | ------------------ |
| Billboard Hot 100 Airplay       | 4                  |
| Billboard Hot Pop Songs         | 2                  |
| Nouvelle-Zélande                | 11                 |
| Suède                           | 29                 |
| Billboard Hot 100               | 39                 |
| Billboard Hot R&B/Hip-Hop Songs | 3                  |
| Classement (2010)               | Meilleure position |
| Royaume-Uni                     | 60                 |
| Royaume-Uni (Classement R'n'B)  | 22                 |

## Classement de fin d'année (2009)
| Classement                      | Position |
| ------------------------------- | -------- |
| Billboard Hot R&B/Hip-Hop Songs | 14       |
| Billboard Hot 100 Airplay 2009  | 96       |

## Versions/remixes officielles
- Version album (obscène)
- Version album (net) / Version vidéo
- Instrumental album
- Remix avec Kanye West
- DJ Escape & Johnny Vicious Club
- DJ Escape & Johnny Vicious Dub
- Redtop's Digital Ska Remix
- Redtop's Digital Ska Radio
- OK DAC Remix
- OK DAC Dub
- Karmatronic Club
- Karmatronic Radio
- Redsoul Club Mix
- Dan McKie Remix
- Ego Slang Club Mix
- Ego Slang Dance Dub
- Zoned Out Light Extended
- Zoned Out Light Radio
- Lost Daze Remix